# Kambalahalli, Gauribidanur
Kambalahalli là một làng thuộc tehsil Gauribidanur, huyện Chikkaballapur, bang Karnataka, Ấn Độ.